# Bistum Umuarama
Das Bistum Umuarama (lateinisch Dioecesis Umuaramensis, portugiesisch Diocese de Umuarama) ist eine in Brasilien gelegene römisch-katholische Diözese mit Sitz in Umuarama. Das Bistum umfasst die Gemeinden des brasilianischen Bundesstaates Paraná: Umuarama, Alto Paraíso, Piquiri Alto, Alton, Brasilândia do Sul, Cafezal do Sul, Cianorte, Cidade Gaúcha, Cruzeiro do Oeste, Douradina, Nova Esperança, Francisco Alves, Guaporema, Icaraíma, Indianópolis, Iporã, Ivato, Japurá, Maria Helena, Nova Olimpia, Perobal, Pérola, Rondon, Santa Eliza, São Jorge do Patrocinio, São Tomé, Tapejara, Tapire und Xambrê Tuneiras do Oeste.

## Geschichte
Papst Paul VI. gründete das Bistum mit der Apostolischen Konstitution Apostolico officio  am 26. Mai 1973 aus Gebietsabtretungen des Bistums Campo Mourão und unterstellte es dem Erzbistum Londrina als Suffragandiözese.
Am 16. Oktober 1979 wurde es Teil der Kirchenprovinz des Erzbistums Maringá.

## Bischöfe von Umuarama
- José Maria Maimone SAC (12. Juni 1973 – 8. Mai 2002)
- Vicente Costa (9. Oktober 2002 – 30. Dezember 2009, dann Bischof von Jundiaí)
- João Mamede Filho OFMConv (seit 24. November 2010)